# 迈克尔·E·霍华德
迈克尔·E·霍华德爵士（1922年11月29日—2019年11月30日）是一位英国历史学家，牛津大学雷吉斯现代历史教授，研究方向为軍事史，是英国智库国际战略研究所的建立者之一，主要著作有《欧洲历史上的战争》（War in European History）和入选牛津通识读本的《第一次世界大战》（The First World War）、《克劳塞维茨》（Clausewitz）等，译作有卡尔·冯·克劳塞维茨《战争论》（Vom Kriege，与彼得·帕雷特合译）等。